# 最上直吉
最上 直吉（もがみ なおきち、1872年6月8日（明治5年5月3日） - 1927年（昭和2年）7月5日）は、日本の政治家。衆議院議員（1期）。

## 経歴
秋田県出身。1894年、慶応義塾卒。農業を営む。角間川町学務委員、修養団支部長となり、また地方公共事業に力を尽した。
1920年の第14回衆議院議員総選挙において秋田7区から立憲国民党公認で立候補して当選する。衆議院議員を1期務め、1924年の第15回衆議院議員総選挙では革新倶楽部から立候補したが落選した。1927年に死去した。